# چارلز چندلر
چارلز چندلر (انگلیسی: Charles Chandler; ۲۲ ژوئیهٔ ۱۹۱۱ – ۲۲ ژوئن ۱۹۸۲) قایقران روئینگ اهل ایالات متحده آمریکا بود.